# Birger Rosengren
Birger Eugen Rosengren (* 29. Oktober 1917 in Norrköping; † 15. Oktober 1977 ebenda) war ein schwedischer Fußballspieler.

## Laufbahn
Rosengren spielte für IFK Norrköping in der Allsvenskan und wurde mit dem Klub mehrmals schwedischer Landesmeister. 
Rosengren lief zwischen 1945 und 1948 in neun Länderspielen im Jersey der schwedischen Nationalmannschaft auf. Bei den Olympischen Spielen 1948 gehörte er zur Mannschaft, die die Goldmedaille errang. 1939 und 1946 absolvierte er zudem jeweils ein B-Länderspiel.
Rosengren wurde als Stor Grabb ausgezeichnet.